# Nyúl Péter (film)
A Nyúl Péter (eredeti cím: Peter Rabbit) 2018-ban bemutatott amerikai–ausztrál–brit vegyes technikájú vígjáték-kalandfilm, melyben valós és számítógéppel animált díszletek, élő és számítógéppel animált karakterek közösen szerepelnek.
Az élőszereplős és animációs játékfilmet Beatrix Potter angol írónő azonos nevű nevű mesefigurája alapján Will Gluck rendezte, producerei Will Gluck és Zareh Nalbandian. A forgatókönyvet Will Gluck és Rob Lieber írták, a zenéjét Dominic Lewis szerezte. A főszerepekben Domhnall Gleeson, Rose Byrne, Sam Neill és Marianne Jean-Baptiste láthatóak. A mozifilm gyártója a Columbia Pictures, forgalmazója a Sony Pictures Releasing. A filmet először Németországban mutatták be 2018. február 9-én, Magyarországon 2018. március 15-én került a mozikba, az Amerikai Egyesült Államokban pedig 2018. március 22-én debütált.

## Cselekmény
Az angliai Lake District-ben Nyúl Péter, unokatestvére, Benjámin Nyuszi, és a hármas ikrek napjuk nagy részét azzal töltik, hogy az öreg McGregor kertjéből zöldségeket lopnak.
Barátságot kötnek egy jószívű helyi lakossal, Beával, aki anyjuk halála óta anyai szerepet vállalt a nyulakkal, és aki azzal tölti idejét, hogy képeket fest a nyulakról, valamint a környező természetről. Egy nap Peter kénytelen a kabátját McGregor kertjében hagyni, és később visszamegy érte. Azonban ez egy csapda volt, amit McGregor állított neki, aki elkapja, de hirtelen meghal szívrohamban, ami az évtizedek óta tartó egészségtelen életmódjának köszönhető.
Peter meghívja az összes helyi állatot, és elfoglalja McGregor kúriáját.
Eközben Londonban McGregor dédunokaöccse, Thomas, egy feszült, irányító munkamániás, aki a Harrods áruház játékrészlegén dolgozik, arra vár, hogy előléptessék főigazgató-helyettessé. Miután elveszíti az előléptetés lehetőségét az ügyvezető igazgató lusta unokaöccsével szemben, Thomast kirúgják. Amikor Thomas megtudja, hogy a dédnagybátyja kastélya értékes lehet, és hogy ő örökölte, elhatározza, hogy felbecsüli és előkészíti az újraértékesítésre, hogy bosszúból saját játékboltot indítson a Harrods közelében.
Kirúgja Petert és az állatokat, és Bea tiltakozása ellenére elkezdi korszerűsíteni a kerti fal és a kapuk biztonságát. Amikor Peter és a vonakodó Benjámin visszaoson a kertbe, Thomas elkapja utóbbit, és megpróbálja Benjámint egy folyóba fojtani; Benjámin rokonai mentik ki, Thomas pedig ehelyett véletlenül elejti a Beától korábban kapott értékes távcsőkészletet. Thomas feldühödve úgy dönt, hogy vesz egy elektromos kerítést és egy adag dinamitot, hogy elűzze a nyulakat.
Thomas és Bea egymásba szeretnek, Peter féltékenységére. Ő és Thomas csapdák és egyéb támadó kellemetlenségek felállításával háborút indítanak egymás ellen. A dolgok kicsúsznak a kezükből, amikor Peter átkapcsolja az elektromos kerítést, hogy Thomas áramütést kapjon, ha megérint egy kifelé vezető kilincset, ami arra készteti Thomast, hogy a dinamitot a nyulak odújába dobja. Miután a nyulak kiváltják Thomas allergiáját a szeder ellen, a kertben megtámadja őket a dinamit egy részével, és elmondja Peternek, hogy az ő bohóckodása miatt lett agresszív. Bea, aki hallotta a felfordulást, arra jár, és Peter felrobbantja a dinamitot, bebizonyítva Beának, hogy Thomas használta, de véletlenül felrobbantja az odút is, aminek következtében a tetején lévő fa Bea műtermére dől. Bea figyelmen kívül hagyja Thomas magyarázatát a nyulak részvételéről, és véget vet a kapcsolatuknak, így a megtört szívű Thomas visszatér Londonba.
Peter bűntudatot érez a meggondolatlansága által okozott kár miatt, és miután megtudja, hogy Bea el akarja hagyni a környéket, Benjáminnal Londonba indul, hogy visszahozza Thomast. Becsapva Thomast, hogy azt hiszi, csak képzeli, hogy a nyulak beszélni tudnak, Peter elmagyarázza Thomasnak, hogy kövesse a szívét. Visszasietnek a vidékre, ahol Peter megmutatja Beának a detonátort, és megnyomja, hogy láthassa; ezzel megerősíti Thomas korábbi állítását, miszerint egy nyúl okozta a robbanást, és Bea úgy dönt, hogy nem költözik el.
Miután Peter, a családja és a barátai kiszorítják a házat megvásárló kellemetlen, gazdag házaspárt, Thomas és Bea újra felveszik a kapcsolatukat, és a férfi megengedi, hogy a vadon élő állatok észszerű keretek között élelmet szedjenek a kertből. Peter és családja Thomas és Bea segítségével helyreállítja az odút és az udvart, Thomas pedig saját játékboltot nyit a faluban, ahol Bea a nyulakról készült festményeit állítja ki.

## Szereplők

### Élőszereplők
| Szereplő             | Színész                | Magyar hang    |
| -------------------- | ---------------------- | -------------- |
| Thomas McGregor      | Domhnall Gleeson       | Czető Roland   |
| Bea                  | Rose Byrne             | Kelemen Kata   |
| idősebb Mr. McGregor | Sam Neill              | Tóth Zoltán    |
| Harrods főnöknő      | Marianne Jean-Baptiste | Kocsis Mariann |

### Szinkronhangok
| Szereplő       | Eredeti hang      | Magyar hang     |
| -------------- | ----------------- | --------------- |
| Nyúl Péter     | James Corden      | Elek Ferenc     |
| Tapsi          | Margot Robbie     | Sodró Eliza     |
| Füles          | Elizabeth Debicki | Kis-Kovács Luca |
| Pamacs         | Daisy Ridley      | Szilágyi Csenge |
| Benjámin       | Colin Moody       | Varga Gábor     |
| Tüskés néni    | Sia Furler        | Rátonyi Hajni   |
| Kacsa Jolán    | Rose Byrne        | Kokas Piroska   |
| Pecás Jeremiás | Domhnall Gleeson  |                 |
| Borz úr        | Sam Neill         | Kapácsy Miklós  |
| Röffencs malac | Ewen Leslie       | Nagy Ervin      |
| JW kakas II    | Will Reichelt     | Rajkai Zoltán   |
| Róka úr        | Stewart Alves     | Sarádi Zsolt    |